# Coracero (schip, 1923)
De Coracero was een Brits stoomvrachtschip van 7.252 ton. Ze werd afgewerkt in mei 1923 op de scheepswerf van Lithgows Ltd. Port Glasgow, Schotland. De eigenaar was Donaldson Brothers Ltd. Glasgow, met aldaar haar thuishaven. Ze had een lading bij van 5.758 ton gekoeld vlees en post. Haar reisroute begon vanuit Buenos Aires, Argentinië, - New York, en op 8 maart 1943, samen met konvooi HX-229, naar Liverpool.

## Geschiedenis
Het verlies van de Britse cargoschip Coracero, met kapitein Robert Clarke Young als gezagvoerder, begon omstreeks 14.05 uur op 17 maart 1943. De U-384, die onder bevel stond van een van adel afkomstige commandant, Oblt. Hans-Achim von Rosenberg-Gruszcynski, lanceerde drie torpedo's af op konvooi HX-229, ten noordoosten van St. John's, Canada. De Duitse bemanning hoorden drie ontploffingen en eisten de twee gezonken schepen op en een andere, die beschadigd was tot hun persoonlijke overwinning. Tezelfdertijd meldden de U-631 van Jürgen Krüger, het tot zinken brengen van een tanker met één torpedo. Het is onwaarschijnlijk dat de Coracero in colonnepost 92 en de Terkoelei door dezelfde U-boot werden geraakt, blijkbaar had de U-384 het eerste schip doen zinken en de U-631 het laatstgenoemde Nederlands schip.
De Coracero zonk in positie 51°04’ Noord en  33°20’ West naar de bodem van de Atlantische Oceaan. Vijf bemanningsleden van de Coracero verloren bij deze aanval het leven. Kapitein Young, 44 bemanningsleden, zeven artilleristen en één passagier (DBS) werden opgepikt door HMS Mansfield (G 76) (LtCdr. L.C. Hill, OBE, RNR) en kwamen met de bemanning aan in Gourock, Schotland. Van de 58 bemanningsleden verloren 5 mensen het leven...